# Гари Невил
Гари Александър Невил (на английски: Gary Alexander Neville) е английски бивш футболист, роден на 18 февруари 1975 г. в Бери, Англия. Той е капитан на английския клуб Манчестър Юнайтед повече от 3 години. Има брат Фил Невил, който играе в друг английски клуб Евертън. Има и сестра Трейси Невил която играе в националния отбор по нетбол на Англия. Баща им Невил Невил е играч на националния отбор по крикет на Ланкашър.

## Кариера
Започва работа в Манчестър Юнайтед като чирак след като напуска училище през 1991 г. Прави дебюта си за клуба през септември 1992 г. в мач за Купата на УЕФА срещу Торпедо Москва. Става редовен титуляр на позицията десен защитник през 1994 г. и продължава да бъде неизменен титуляр. През лятото на 2004 г. Невил подписа нов договор с Юнайтед за още четири години. През декември 2005 г., Гари е назначен за капитан на Манчестър Юнайтед, след като дотогавашният капитан на клуба Рой Кийн преминава в отбора на Селтик. Той е печелил седем пъти Висшата лига, три пъти ФА Къп, два пъти Шампионската лига и един път Карлинг Къп, която е първият му трофей като капитан. Невил се отказва от футбола на 2.2.2011.

## Кариера в националния отбор
Невил направи първата си поява за Англия през 1995 г. в приятелски мач срещу Япония. Оттогава има 85 мача и 0 гола.

## Награди
Манчестер Юнайтед
- Шампион на Англия – 8 пъти: 1996, 1997, 1999, 2000, 2001, 2003, 2007, 2009, 2011
- ФА Къп – 3 пъти: 1996, 1999, 2004
- Купа на лигата – 2 пъти: 2006, 2010
- Къмюнити шийлд – 3 пъти: 1996, 1997, 2008, 2011
- Шампионска лига – 2 пъти: 1999, 2008
- Междуконтинентална купа – 1 път: 1999
- Световен клубен шампион – 1 път: 2008
- В идеалния отбор на сезона в Англия: 1997, 1998, 1999, 2005, 2007